# Frank A. Lyons
Frank A. Lyons (fl. XIX-XX secolo) è stato un attore statunitense.

## Biografia
Non si conoscono i dati personali di Frank A. Lyons, un attore che lavorò negli anni dieci del Novecento per la casa di produzione di New York Edison Company. Il suo nome appare in più di una cinquantina di pellicole, l'ultima delle quali, The Inside of the Cup di Albert Capellani, uscì nel 1921.

## Filmografia
- The Money Kings, regia di Van Dyke Brooke e William Humphrey (1912)
- Holding the Fort, regia di C.J. Williams (1912)
- The Title Cure, regia di C.J. Williams (1913)
- The Power of Sleep, regia di C. Jay Williams (1913)
- A Serenade by Proxy, regia di C.J. Williams (1913)
- All on Account of a Portrait, regia di C.J. Williams - cortometraggio (1913)
- It Wasn't Poison After All, regia di C. Jay Williams (1913)
- His Undesirable Relatives, regia di C.J. Williams (1913)
- By Mutual Agreement, regia di Charles M. Seay (1913)
- Othello in Jonesville, regia di Charles M. Seay (1913)
- His Mother-in-Law's Visit, regia di Charles H. France (1913)
- The Romance of Rowena, regia di C.J. Williams (1913)
- Mr. Toots' Tooth, regia di Charles M. Seay (1913)
- A Short Life and a Merry One, regia di Charles H. France - cortometraggio (1913)
- In the Shadow of the Mountains, regia di George Lessey (1913)
- His Nephew's Scheme, regia di Charles M. Seay (1913)
- Nora's Boarders, regia di C. Jay Williams (1913)
- A Good Sport, regia di C.J. Williams (1913)
- The Manicure Girl, regia di C. Jay Williams (1913)
- Deacon Billington's Downfall, regia di Charles H. France - cortometraggio (1914)
- The Janitor's Flirtation, regia di Charles M. Seay - cortometraggio (1914)
- How the Earth Was Carpeted, regia di Ashley Miller - cortometraggio (1914)
- Love's Young Dream, regia di Charles H. France - cortometraggio  (1914)
- Mr. Sniffkins' Widow, regia di Charles M. Seay - cortometraggio (1914)
- The Adventure of the Alarm Clock, regia di Charles M. Seay - cortometraggio  (1914)
- The Impersonator, regia di Charles H. France - cortometraggio (1914)
- A Week-End at Happyhurst, regia di Charles M. Seay - cortometraggio (1914)
- The Tango in Tuckerville - cortometraggio (1914)
- A Modern Samson, regia di Preston Kendall - cortometraggio (1914)
- The Mysterious Package, regia di Charles M. Seay - cortometraggio (1914)
- A Canine Rival, regia di C.J. Williams - cortometraggio (1914)
- A Change of Business, regia di Charles M. Seay - cortometraggio (1914)
- The Adventure of the Hasty Elopement, regia di Charles M. Seay - cortometraggio (1914)
- Grand Opera in Rubeville, regia di Ashley Miller - cortometraggio (1914)
- Twins and Trouble, regia di Charles M. Seay - cortometraggio (1914)
- Love by the Pound, regia di C.J. Williams - cortometraggio (1914)
- Seth's Sweetheart, regia di Charles Ransom (1914)
- With Slight Variations, regia di Charles Ransom - cortometraggio (1914)
- Wood B. Wedd Goes Snipe Hunting, regia di  C.J. Williams - cortometraggio (1914)
- The Magic Skin, regia di Richard Ridgely (1915)
- Vanity Fair, regia di Charles Brabin e Eugene Nowland (1915)
- Opportunity, regia di John H. Collins (1918)
- The Inside of the Cup, regia di Albert Capellani (1921)